# 歐立德
歐立德（英語：Mark C. Elliott），美國漢學家，費正清中國研究中心總監和哈佛大學亞洲歷史教授，現為新清史的旗手之一。主要研究領域為晚期帝制與現代中國史、中國與內亞關係史，關注議題包括族群、軍事、文化與制度等面向。

## 生平
早年於耶魯大學取得歷史系本科和硕士学位，1993年於柏克萊加州大學在魏斐德的指導下取得博士學位。並曾向臺灣著名清史學者莊吉發學習，他曾在2016年師大主辦的「旗人與國家制度工作坊」時表示其深受莊吉發的影響。現為哈佛大學東亞系教授。

## 著作
书籍
- Emperor Qianlong: Son of Heaven, Man of the World. 朗文出版社, 2009.

［簡］青石譯：《乾隆帝》（北京：社會科學文獻出版社，2014）
［繁］青石譯：《皇帝亦凡人：乾隆．世界史中的滿洲皇帝》（台北：八旗文化，2015）
- New Qing Imperial History: The Making of Inner Asian Empire at Qing Chengde. Co-edited with James Millward, Ruth Dunnell, and Philippe Forêt. 羅德里奇, 2004.
- The Manchu Way: The Eight Banners and Ethnic Identity in Late Imperial China. 史丹佛大學出版社, 2001.
- The Archives of the Bordered Red Banner: Research Guide to the Qing Eight Banners and Catalogue of Materials in the Toyo Bunko與神田信夫共同編著 東洋文庫, 2001.